# Shleep
| 전문가 평가   | 전문가 평가 |
| 평가 점수     | 평가 점수   |
| 출처          | 점수        |
| ------------- | ----------- |
| AllMusic      | [ 1 ]       |
| Pitchfork     | 8.6/10      |
| Rolling Stone | [ 3 ]       |

《Shleep》은 1997년 9월 26일에 발매된 캔터베리 신과 프로그레시브 록 베테랑이자 영국의 음악가인 로버트 와이어트의 일곱 번째 스튜디오 음반이다.

## 배경
《Shleep》은 다양한 장르의 다양한 음악가들을 모았다. 와이어트의 1980년대 대부분 1인 음반 이후, 《Shleep》은 그의 1970년대 음반에서처럼 다른 아티스트들을 피처링하는 것으로 돌아갔다. 그의 음반 작업의 균형은 그 뒤를 이었다. 《와이어》는 연례 비평가 여론 조사에서 《Shleep》을 올해의 기록으로 선정했다.

## 곡 목록
모든 곡들은 특별한 언급이 없는 한 로버트 와이어트와 알프레다 벤지에 의해 작사/작곡하였다.
| #   | 제목                             | 작사·작곡                 | 재생 시간 |
| --- | -------------------------------- | ------------------------- | --------- |
| 1.  | 〈Heaps of Sheeps〉              |                           | 4:56      |
| 2.  | 〈The Duchess〉                  | 와이어트                  | 4:18      |
| 3.  | 〈Maryan〉                       | 와이어트, 필리프 카트리뉴 | 6:11      |
| 4.  | 〈Was a Friend〉                 | 와이어트, 휴 호퍼         | 6:09      |
| 5.  | 〈Free Will and Testament〉      | 와이어트, 마크 크레이머   | 4:13      |
| 6.  | 〈September the Ninth〉          |                           | 6:41      |
| 7.  | 〈Alien〉                        |                           | 6:47      |
| 8.  | 〈Out of Season〉                |                           | 2:32      |
| 9.  | 〈A Sunday in Madrid〉           |                           | 1:41      |
| 10. | 〈Blues in Bob Minor〉           | 와이어트                  | 5:46      |
| 11. | 〈The Whole Point of No Return〉 | 폴 웰러                   | 1:25      |

| #   | 제목                      | 재생 시간 |
| --- | ------------------------- | --------- |
| 12. | 〈September in the Rain〉 | 2:31      |